# SBB RABe 514
De RABe 514, ook wel Desiro Double Deck genoemd, is een elektrisch dubbeldeks treinstel bestemd voor S-Bahn Zürich van de Zwitserse federale spoorwegen (SBB). De treinstellen bestaan uit twee motorwagens aan de kop en twee tussenrijtuigen zonder aandrijving.

## Geschiedenis
Het dubbeldeks treinstel werd door Deutsche Waggonbau AG (DWA) te Görlitz ontworpen en gebouwd als prototype van de serie 445. Dit prototype van Siemens was de basis voor de RABe 514. Deutsche Waggonbau AG (DWA) is sinds 1998 onderdeel van Bombardier Transportation. Wegens het te laat leveren van deze treinstellen werd geen boete betaald doch in 2009 een extra treinstel geleverd.

## Constructie en Techniek
De balkons bevinden zich op het lagevloergedeelte. Deze hoogte komt overeen met de perronhoogte die bij de S-Bahn Zürich gehanteerd wordt. Deze treinstellen kunnen tot vier stuks gecombineerd rijden. Dit combineren is niet mogelijk met treinstellen van de serie RABe 511. De treinstellen zijn uitgerust met luchtvering.

## Treindiensten
De treinen worden door de SBB ingezet op de S-Bahn Zürich.
- S 7: Winterthur HB – Kloten – Zürich HB – Meilen – Rapperswil
- S 8: Weinfelden – Winterthur HB – Wallisellen – Zürich HB – Pfäffikon SZ
- S 14: Zürich HB – Oerlikon – Uster – Wetzikon – Hinwil
- S 15: Affoltern am Albis – Zürich HB – Uster – Rapperswil

## Foto's

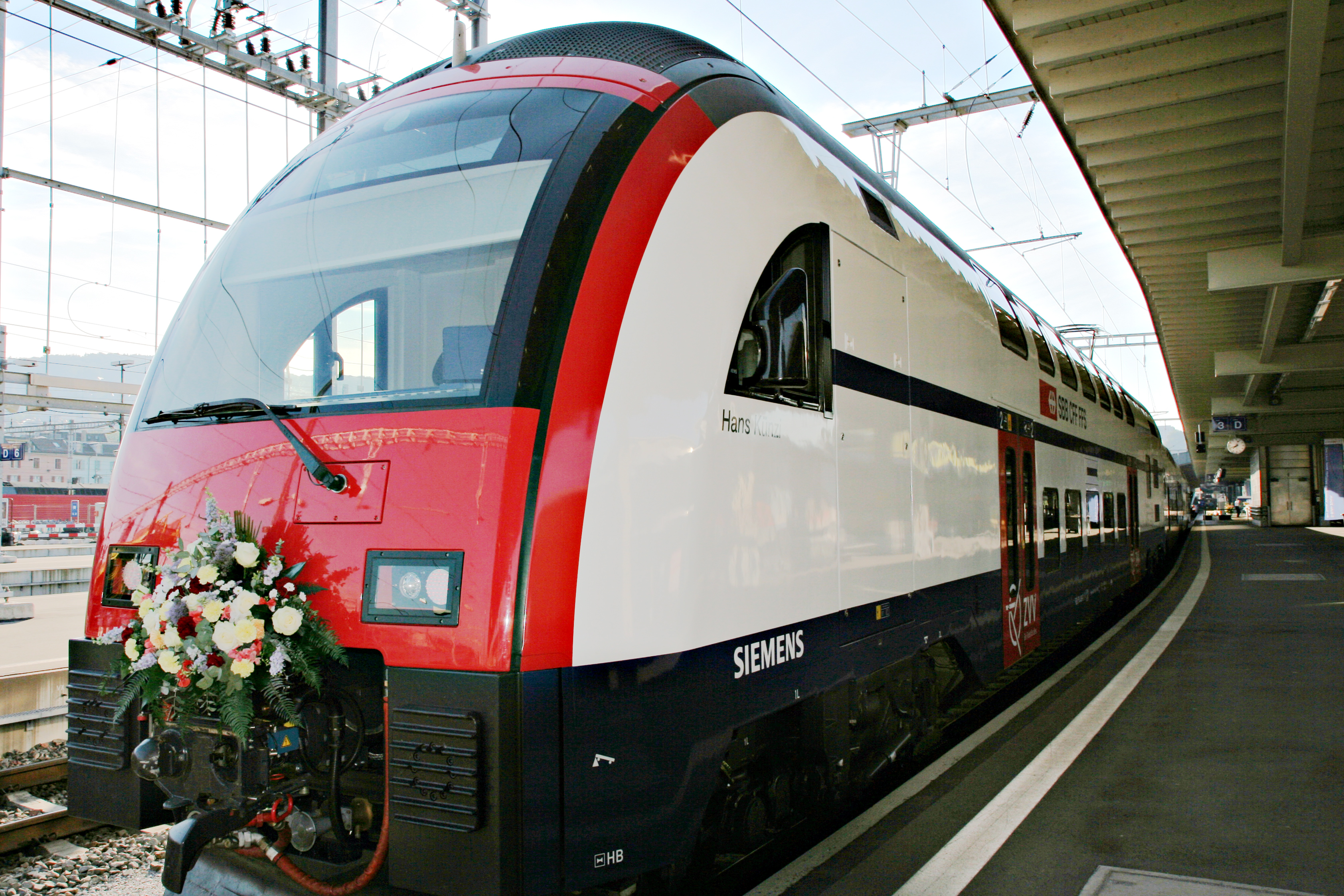
RABe 514 tijdens de inauguratieceremonie op 10 juni 2006
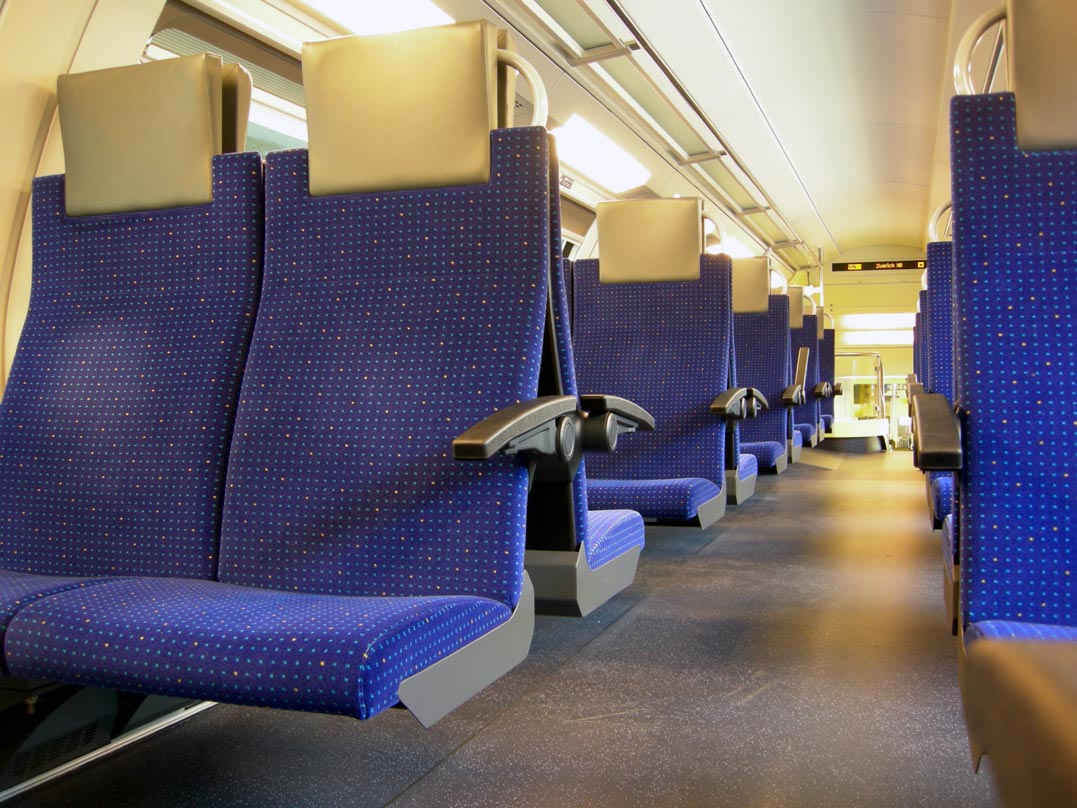
Stoelen in de tweede klas op het bovendek